# Stade de La Rosaleda
Le Stade de La Rosaleda est un stade de football espagnol qui se situe à Malaga. Cette enceinte inaugurée le 13 avril 1941 est principalement utilisée par le Málaga CF. Rénové en 2006, il offre désormais 28 963 places. 
Ce stade est utilisé pour la Coupe du monde de football 1982.
L'équipe de France y dispute un match amical le 6 février 2008 contre l'équipe d'Espagne. Les Espagnols s'imposent 1-0 sur un but de Joan Capdevila. C'est le septième match international disputé par l'Espagne dans ce stade.
Le stade accueille une demi-finale de la Supercoupe d'Espagne de football le 14 janvier 2021.

## Architecture

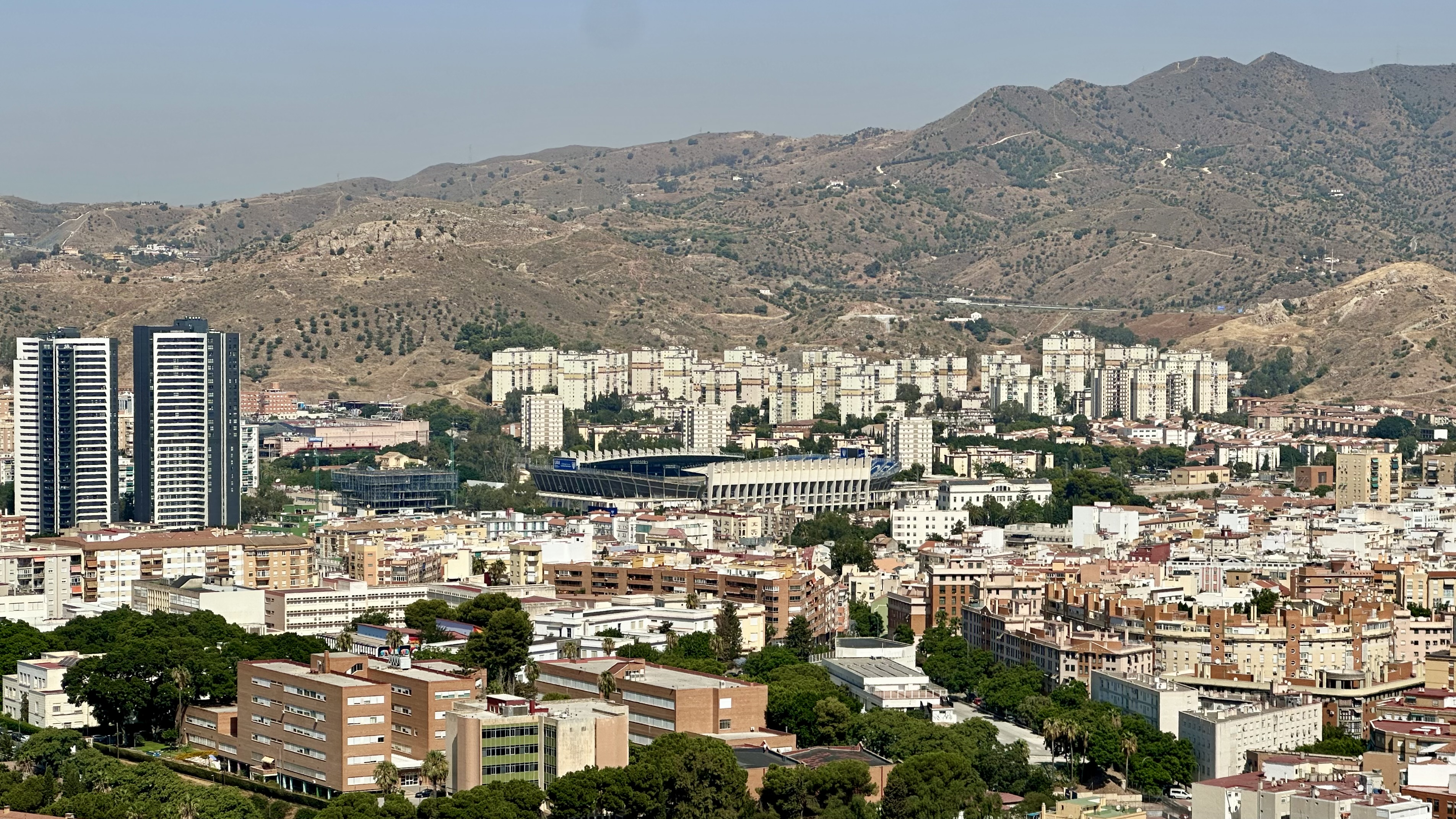
Vue de l'Alcazaba en 2025.
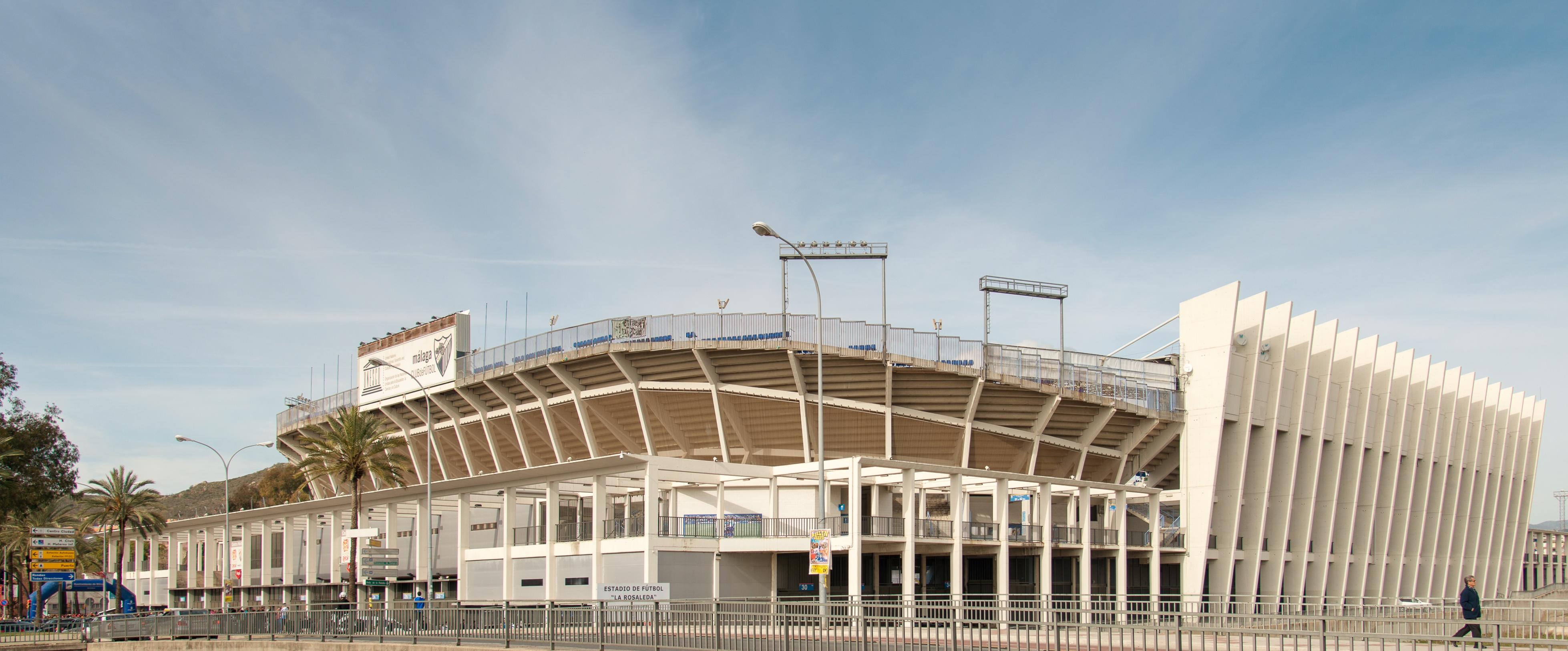
Vue de la rue en 2012.

## Matchs internationaux

### Matchs de la Coupe du monde 1982 disputés à La Rosaleda
| Date         | Match                                 | Phase    |
| 15 juin 1982 | Écosse 5-2 Nouvelle-Zélande           | Groupe F |
| 19 juin 1982 | Union soviétique 3-0 Nouvelle-Zélande | Groupe F |
| 22 juin 1982 | Union soviétique 2-2 Écosse           | Groupe F |

### Matchs disputés par l'Espagne à La Rosaleda
| Date             | Adversaire         | Score final |
| 21 février 1973  | Grèce              | 3-1         |
| 13 février 1980  | Allemagne de l'Est | 0-1         |
| 27 octobre 1981  | Islande            | 1-0         |
| 24 février 1988  | Tchécoslovaquie    | 1-2         |
| 28 mars 1990     | Autriche           | 2-3         |
| 30 novembre 1994 | Finlande           | 2-0         |
| 6 février 2008   | France             | 1-0         |
| 29 février 2012  | Venezuela          | 5-0         |
| 11 novembre 2017 | Costa Rica         | 5-0         |
| 25 mars 2023     | Norvège            | 3-0         |